# コーユーイノテックス
コーユーイノテックス株式会社（KOYOU Innotex Co.,Ltd.）は東京都港区に本社を置く、法人や建設現場、マンション販売センター、各種イベント向けにパソコン、タブレット端末、ネットワーク機器、サーバなど、オフィスで使うIT機器全般をレンタルし、保守サポートする企業である。
もともとはレンティアグループのレンタル機器の保守部門としてスタートし、2006年にICT・リペアサービス部門の専門会社として分社独立。
以来、情報技術の発達やIT機器のビジネスへの定着化に伴い、業務内容も徐々にICT関連分野へシフトし続けている。

## 沿革
- 2006年（平成18年）- 広友イノテックス株式会社設立（広友レンティア株式会社のIT・リペアサービス部門が分離独立）
- 2015年（平成27年）- 資本金を5,000万円に増資
- 2016年（平成28年）- 3月 東京都港区新橋に本社移転
- 2018年（平成30年）- 10月 広友イノテックス株式会社の商号をコーユーイノテックス株式会社会社に変更
- 2019年（令和元年）- eスポーツ支援事業スタート
- 2019年（令和元年）- コーポレート部門移転
- 2020年（令和2年） - KIYOSUMIテクニカルセンター開設
- 2021年（令和3年） - 株式会社共和通信を子会社化
- 2022年（令和4年） - 株式会社ジービーエス、株式会社ジービーエスシステムズ、及び株式会社カインドビジネスを子会社化

## 事業所一覧
- コーポレート推進室（東京都港区）
- ICT事業本部ソリューションセールスグループ（東京都港区）
- KIYOSUMIテクニカルセンター（東京都江東区）　
　ICTファシリティ　
　コールセンター
- 札幌FS（北海道札幌市）
- 東北SS（宮城県仙台市）
- 東京SS（東京都江東区）
- 関東FS（埼玉県さいたま市）
- 中部SS（愛知県名古屋市）
- 関西SS（大阪府大阪市）
- 中四国SS（広島県広島市）
- 九州SS（福岡県福岡市）
- 熊本FS（熊本県熊本市）
- 株式会社共和通信（東京都江東区）、（大阪府大阪市）
- 株式会社ジービーエス（東京都千代田区）、（大阪府大阪市）
- 株式会社ジービーエスシステムズ（東京都千代田区）、（大阪府大阪市）
- 株式会社カインドビジネス（東京都江戸川区）、（大阪府摂津市）

## 事業内容
パソコン・タブレット端末・複合機・プリンター等のICT機器レンタル、
ICT機器の選定を含めた環境構築から保守・撤去までのライフサイクルマネジメントサービス
- ICT機器レンタル

パソコン、タブレット端末、ネットワーク機器、サーバ、デジタルサイネージ、AIサーマルカメラ、監視カメラ、複合機、プリンタ等のICT機器全般を取り扱う。
- LCM（ライフサイクルマネジメント）

機器の選定を含めた環境構築から保守・撤去までをサポート
- ネットワークインフラ構築

ネットワーク環境の設計提案及び構築
- eスポーツ支援プログラム

ネットワーク構築、ゲーミングPC・チェア・デスクのレンタル
- ドキュメントサービス事業

複合機等、OA機器のメンテナンス及びトラブル対応
- ドローンオペレーティングサービス（空撮サービス）

各種空撮、申請代行、操縦者の教育訓練、機体の点検・修理。国土交通省より日本全国における包括飛行許可・承認を取得。

## 社名の由来
社名の由来は、創業者の出身地である大分県と同郷の廣瀬淡窓から一字を拝借し、これに淡窓が記した「休道の詩」にある「友、相親しむ」の意から「廣友」と名づけた。 イノテックス（Innotex）とは、革新を意味する「innovate（イノベート）」と技術を意味する「technical（テクニカル）」に無限をあらわす「X（エックス）」とを組み合わせた。

## 企業理念（レンティアグループ）
レンティアグループは　顧客を創造し　社業発展　進歩を図り　社会に貢献する

## 経営理念
我々はICTを通じ　お客様から選ばれる企業を目指し　進化し続ける　
　～Be a best partner with ICT～

## 取得認証規格
- ISO9001認証取得  2006年（平成18年）
- ISO27001認証取得 2007年（平成19年）
- 管理医療機器貸与業
- 無人航空機の飛行に係る許可・認証